# Demansia vestigiata
Espèce
Synonymes
- Hoplocephalus vestigiatus De Vis, 1884
- Diemenia atra Macleay, 1884
- Demansia atra (Macleay, 1884)
- Demansia superba Boulenger, 1896
- Diemenia maculiceps Boettger, 1898

Demansia vestigiata est une espèce de serpents de la famille des Elapidae.

## Répartition
Cette espèce se rencontre :
- en Australie dans le nord de l'Australie-Occidentale, le Territoire du Nord et le Queensland ;
- en Papouasie-Nouvelle-Guinée dans le sud de la Nouvelle-Guinée orientale.

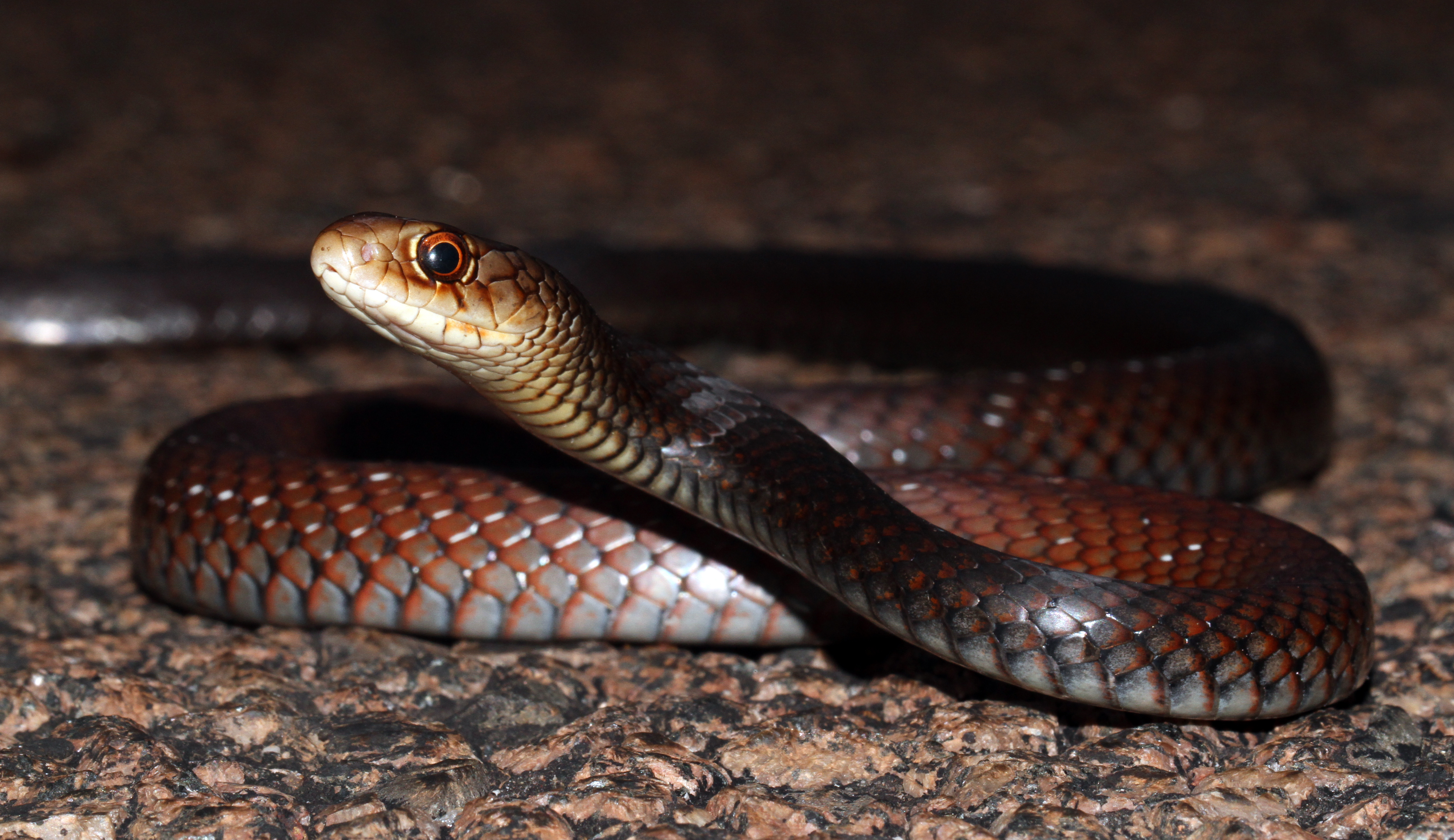
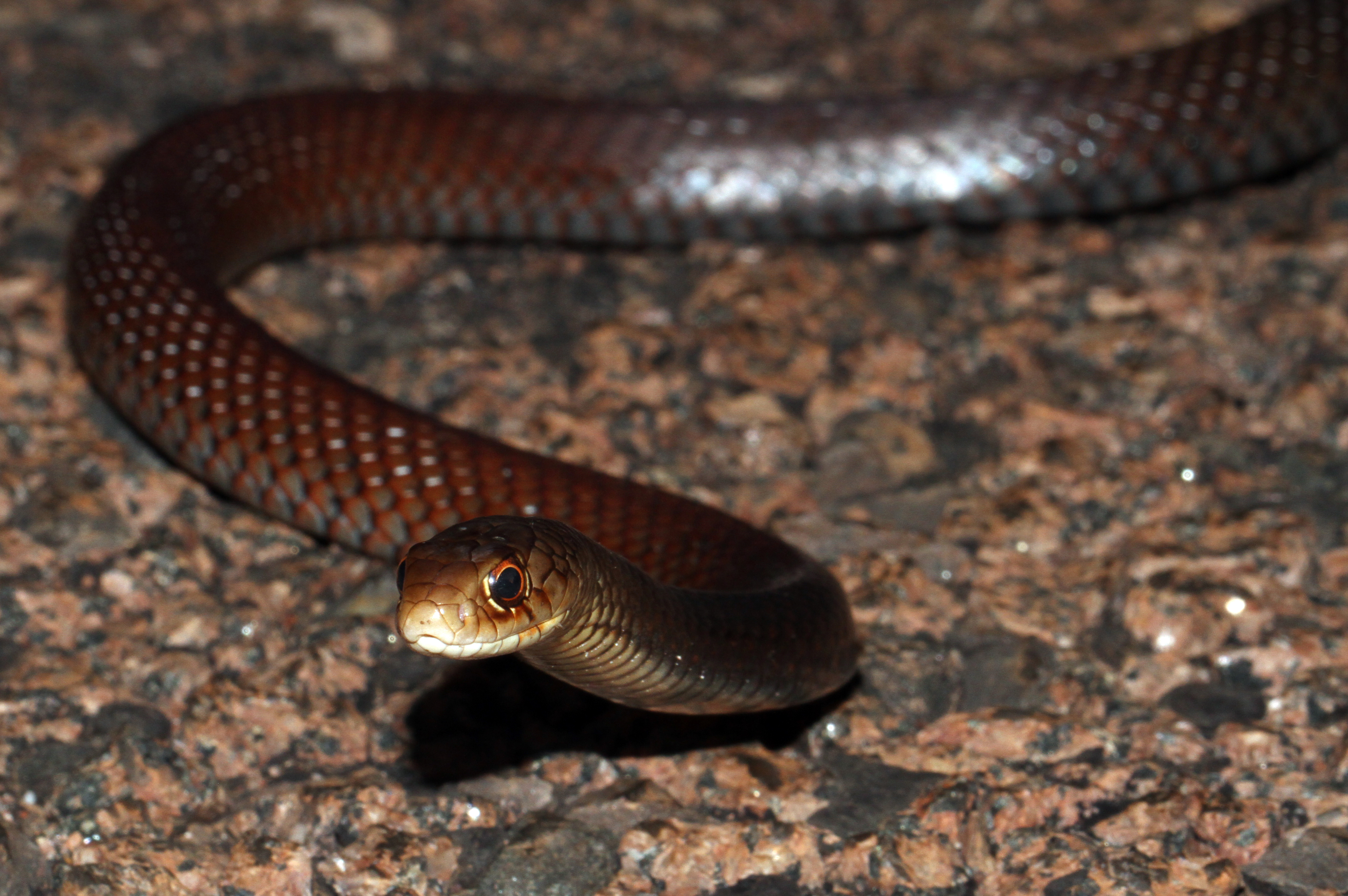

## Publication originale
- De Vis, 1884 : Descriptions of a new snake with a synopsis of the genus Hoplocephalus. Proceedings of the Royal Society of Queensland, vol. 1, p. 138-140 (texte intégral).